# Mount Chivers
Mount Chivers ist ein 1755 m hoher Berg in der antarktischen Ross Dependency. Er ragt zwischen dem Otago- und dem Tranter-Gletscher im nördlichen Teil der Queen Elizabeth Range des Transantarktischen Gebirges auf.
Der United States Geological Survey kartierte ihn anhand eigener Tellurometervermessungen und mit Hilfe von Luftaufnahmen der United States Navy aus den Jahren zwischen 1960 und 1962. Das Advisory Committee on Antarctic Names benannte ihn 1966 nach Hugh J. H. Chivers, Atmosphärenphysiker des United States Antarctic Research Program auf der Byrd-Station, der Amundsen-Scott-Südpolstation und der Hallett-Station von 1962 bis 1963.